# Catherine Kerbrat-Orecchioni
 (août 2025).
Pour les articles homonymes, voir Kerbrat.
Catherine Kerbrat-Orecchioni est une linguiste française, née en 1943, connue entre autres pour ses travaux sur l'énonciation (description des « subjectivèmes », « relationèmes » et autres « taxèmes »), l'implicite, les interactions verbales (avec un intérêt particulier pour le fonctionnement de la politesse et pour l'approche interculturelle) et l'analyse du discours politique.

## Parcours et domaines d’activité
Après des études secondaires à Rennes, Catherine Kerbrat est admise en classes préparatoires au lycée Fénelon à Paris. Elle entre en 1963 à l’École normale supérieure de jeunes filles (Bd Jourdan).
Reçue première à l’agrégation de grammaire en 1966[réf. nécessaire], elle est recrutée l’année suivante comme assistante en philologie française à l’université de Lyon) où elle assure tout au long de sa carrière (en tant que maître-assistante puis professeure) des enseignements de sémiologie, sémantique, pragmatique et analyse des interactions verbales. Elle a parallèlement été professeure invitée à l'université Columbia (NYC, 1981 et 1994), à l’Université de Genève (1983 et 1991) et à l’université de Californie à Santa Barbara, 2006 et 2008). Elle a également assuré des séminaires dans une trentaine de pays.[réf. nécessaire]
Elle a soutenu à Lyon en 1977 sa thèse de doctorat d’État, intitulée De la sémantique lexicale à la sémantique de l’énonciation.
Elle est membre de l’Institut universitaire de France de 2000 à 2005.
Ses activités de recherche sont marquées par le souci d’établir en permanence des ponts entre différentes branches de la linguistique — par exemple, entre la sémantique, la rhétorique et la pragmatique, et entre l’analyse conversationnelle et l’analyse du discours. En effet, si C. Kerbrat-Orecchioni a joué un rôle important dans l’implantation en France de l’approche interactionniste (elle a fondé et dirigé jusqu’en 1999[réf. nécessaire] le GRIC, “Groupe de Recherches sur les Interactions Conversationnelles”, laboratoire rattaché au CNRS en 1983 et devenu, à la suite de divers regroupements, ICAR en 2003, auprès duquel elle est toujours chercheuse associée), et si elle a toujours insisté sur la spécificité des échanges oraux (sans cesser pour autant de s’intéresser au dialogue littéraire), elle considère les conversations et autres types de “discours en interaction” comme des formes particulières de productions langagières, dont la description doit donc mobiliser des outils provenant des différents secteurs des sciences du langage (approche dite “éclectique“).[réf. nécessaire]
Par-delà leur diversité, les recherches de C. Kerbrat-Orecchioni se caractérisent par le souci constant de rendre compte du fonctionnement de la langue in situ, tel qu’il peut être observé dans les diverses situations de communication, et en particulier de la complexité des mécanismes interprétatifs.[réf. nécessaire]
Elle s'intéresse actuellement à la question animale, d'abord envisagée dans une perspective linguistique (lexique, discours, argumentation). Elle a publié en octobre 2021 Nous et les autres animaux, un ouvrage de plus de 600 pages, nourri de nombreuses références scientifiques, philosophiques et littéraires sur la question animale, qui en analyse les fondements, les formes, et les enjeux, propose une exploration de la condition animale, et s'achève sur un engagement en faveur de la cause animale. Une version condensée de cet ouvrage, entièrement recomposée autour de la notion de “spécisme”, est parue en octobre 2023 (“Ce ne sont que des animaux”. Le spécisme en question).

## Distinctions
- 1998 : chevalier de la Légion d'honneur[9].

## Publications

### Ouvrages individuels
- 1977 : La Connotation, PUL : Lyon. [Traduction en espagnol : La Conotación, Buenos Aires : Hachette 1993].
- 1980 : L'Énonciation. De la subjectivité dans le langage, Paris : A. Colin. [rééd. 1999, 2002, 2009] [Traduction en espagnol : La Enunciación, Buenos Aires : Hachette 1986].
- 1986 : L’Implicite, Paris : A. Colin. [Traduction en arabe, Beyrouth : Arab Organization for translation, 2008] [10]
- 1990 : Les Interactions verbales, t. I, Paris : A. Colin.
- 1992 : Les Interactions verbales, t. II, Paris : A. Colin.
- 1994 : Les Interactions verbales, t. III, Paris : A. Colin.
- 1996 : La Conversation, Paris : Seuil (“Mémo”). [Traduction en portugais : Analise da conversaçao, Principios e metodos, Sao Paulo : Parabola Editorial, 2006].
- 2001 : Les Actes de langage dans le discours, Paris : Nathan [rééd. A. Colin, 2008, 2010, 2016] [Traduction en portugais : Os Atos de Linguagem no Discurso, Niteroi : edUFF, 2005].
- 2005 : Le Discours en interaction, Paris : A. Colin.
- 2017 : Les Débats de l'entre-deux-tours des élections présidentielles françaises. Constantes et évolutions d'un genre, Paris : L'Harmattan.
- 2019 : (avec la collaboration de Domitille Caillat et Hugues Constantin de Chanay) : Le Débat Le Pen/Macron : un débat “disruptif” ?, Paris : L’Harmattan.
- 2021 : Nous et les autres animaux, Limoges : Lambert-Lucas.
- 2023 : “Ce ne sont que des animaux”. Le spécisme en question), Paris : Le pommier.

### Direction ou co-direction d’ouvrages collectifs
- 1976 : L'isotopie, Lyon : PUL.
- 1978 (avec A. Berrendonner) : Stratégies discursives, Lyon : PUL.
- 1979 : L'ironie, Lyon : PUL.
- 1980 : Le discours polémique, Lyon : PUL.
- 1981 : L'illocutoire, Lyon : PUL.
- 1984 (avec M. Mouillaud) : Le discours politique, Lyon : PUL.
- 1987 (avec J. Cosnier) : Décrire la conversation, Lyon : PUL.
- 1988 (avec J. Cosnier & N. Gelas) : Échanges sur la conversation, Paris : Éditions du CNRS.
- 1991 : La question, Lyon : PUL.
- 1995 (avec C. Plantin) : Le trilogue, Lyon : PUL.
- 1998 (avec N. Gelas) : La dicharazione d'amore - La déclaration d'amour, Genova : Erga edizioni.
- 2004 : Polylogues, numéro spécial de la revue Journal of Pragmatics.
- 2007 (avec V. Traverso) : Confidence/Dévoilement de soi dans l’interaction, Tübingen : Max Niemeyer.
- 2008 (avec V. Traverso) : Les interactions en site commercial : invariants et variations, Lyon : ENS Éditions.
- 2010 : S’adresser à autrui. Vol. 1 : Les Formes Nominales d’adresse dans les interactions orales en français, Chambéry : Université de Savoie.
- 2014 : S’adresser à autrui. Vol. 2 : Les Formes Nominales d’Adresse dans une perspective interculturelle, Chambéry : Université de Savoie.

### Articles d’encyclopédie
- 1985 : « Sémantique », in Encyclopædia Universalis (Corpus 16).
- 1990 : « Connotation », « Implicite », « Sémantique linguistique », « Trope », in Encyclopédie philosophique universelle, Paris : PUF (vol. II, « Les notions philosophiques »).
- 1993 : « Implicite », « Pragmatique », in L. Sfez (éd.) Dictionnaire critique de la communication vol. 1, Paris : PUF.
- 1996 : « Sémantique » (nouvelle édition), in Encyclopaedia Universalis, t. 20, 873-9[11].
- 2002 : Responsabilité du secteur « Interactions » du Dictionnaire d’Analyse du Discours (P. Charaudeau & D. Maingueneau éds), Paris : Seuil. Rédaction des articles “Acte de langage”, “Acte de langage indirect”, “Adoucisseur”, “Adresse”, “Connotation”, “Contexte”, “Dialogue”, “Double contrainte”, “Euphémisme”, “Face”, “Figure”, “Hyperbole”, “Implicite”, “Litote”, “Maximes conversationnelles”, “Monologue”, “Négociation”, “Politesse”, “Présupposé/présupposition”, “Relation interpersonnelle”, “Rituel”, “Subjectif”, “Trope”.